# Olympiapark (München)
Het Olympiapark is een park in de Duitse stad München. Het park werd gebouwd voor de Olympische Zomerspelen van 1972 en veel van de infrastructuur wordt anno 2023 nog gebruikt.
De Olympiahalle in het park wordt gebruikt voor evenementen en concerten.
In het voetbalstadion hebben FC Bayern München en TSV 1860 München hun
voetbalwedstrijden gespeeld tot 2005. Türkgücü München speelt er heden soms nog.